# UFC 60
UFC 60: Hughes vs. Gracie è stato un evento di arti marziali miste tenuto dalla Ultimate Fighting Championship l'8 luglio 2006 allo Staples Center di Los Angeles, Stati Uniti.

## Retroscena
Il main match dell'evento fu la sfida catchweight tra l'allora campione dei pesi welter Matt Hughes e la leggenda delle MMA Royce Gracie, vincitore dei tornei UFC 1, UFC 2 e UFC 4; fu l'ultimo incontro in UFC di Gracie ed il suo ritorno nella promozione a distanza di più di 11 anni dall'evento UFC 5: The Return of the Beast al quale prese parte.
Il pay per view dell'evento vendette ben 620.000 unità, rompendo ogni precedente record e superando per la prima volta la soglia dei 20 milioni di dollari di incasso.
Spencer Fisher avrebbe dovuto affrontare Leonard Garcia, ma quest'ultimo si ruppe la gamba in allenamento e venne sostituito con Matt Wiman.
Jeremy Horn doveva vedersela con Evan Tanner, ma quest'ultimo diede forfait per motivi personali e venne rimpiazzato con Chael Sonnen.
In questo evento si assistette alla prima sconfitta in UFC del lottatore italiano Alessio Sakara dal suo esordio nel 2005.

## Risultati

### Card preliminare
- Incontro categoria Pesi Leggeri:  Melvin Guillard contro  Rick Davis

Guillard sconfisse Davis per KO (pugno) a 1:37 del primo round.
- Incontro categoria Pesi Massimi:  Gabriel Gonzaga contro  Fabiano Scherner

Gonzaga sconfisse Scherner per KO Tecnico (pugni) a 0:24 del secondo round.
- Incontro categoria Pesi Leggeri:  Spencer Fisher contro  Matt Wiman

Fisher sconfisse Wiman per KO (ginocchiata in salto) a 1:43 del secondo round.
- Incontro categoria Pesi Medi:  Jeremy Horn contro  Chael Sonnen

Horn sconfisse Sonnen per sottomissione (armbar invertito) a 1:13 del secondo round.

### Card principale
- Incontro categoria Pesi Medi:  Mike Swick contro  Joe Riggs

Swick sconfisse Riggs per sottomissione (strangolamento a ghigliottina) a 2:19 del primo round.
- Incontro categoria Pesi Massimi:  Brandon Vera contro  Assuerio Silva

Vera sconfisse Silva per sottomissione (strangolamento a ghigliottina) a 2:39 del primo round.
- Incontro categoria Pesi Welter:  Diego Sanchez contro  John Alessio

Sanchez sconfisse Alessio per decisione unanime (30–27, 29–28, 29–28).
- Incontro categoria Pesi Mediomassimi:  Dean Lister contro  Alessio Sakara

Lister sconfisse Sakara per sottomissione (strangolamento triangolare) a 2:20 del primo round.
- Incontro categoria Catchweight (175 lb):  Matt Hughes contro  Royce Gracie

Hughes sconfisse Gracie per KO Tecnico (pugni) a 4:39 del primo round.